# Марко Кох
Марко Кох (нім. Marco Koch, 25 січня 1990) — німецький плавець.
Учасник Олімпійських Ігор 2012 року.
Чемпіон світу з водних видів спорту 2015 року, призер 2013 року.
Чемпіон світу з плавання на короткій воді 2016 року, призер 2014, 2018 років.
Чемпіон Європи з водних видів спорту 2014 року, призер 2012, 2016 років.
Чемпіон Європи з плавання на короткій воді 2010, 2015 років, призер 2008, 2013, 2017, 2019 років.